# Kiso Yoshimasa
Kiso Yoshimasa (木曾 義昌?   1540 - 26 de abril de 1595) (木曾 義昌?, 1540 - 26 de abril de 1595) era un japonés samurái guerrero del Sengoku periodo. Era un rehén del Takeda clan de la provincia de kai .Se sabe que fue uno de los "Veinticuatro Generales de Takeda Shingen".
Yoshimasa era el hijo de Kiso Yoshiyasu y un vasallo de Takeda Shingen. Ocupó a Fukushima en la región de Kiso de Shinano. Estaba casado con una de las hijas de Shingen, pero había abandonado la causa de Takeda en 1582, cortar sus lazos con Katsuyori a favor de Oda Nobunaga. Lugar de un ejército de Takeda enviado para llevarlo a la sumisión y prestar asistencia en su invasión de Kai y Shinano poco después .Más tarde fue privado de sus propiedades por Toyotomi Hideyoshi.